# Dinan Léhon Football Club
 (mars 2018).
Si vous disposez d'ouvrages ou d'articles de référence ou si vous connaissez des sites web de qualité traitant du thème abordé ici, merci de compléter l'article en donnant les références utiles à sa vérifiabilité et en les liant à la section « Notes et références ».
Maillots
Actualités
Dernière mise à jour : 17 septembre 2024.
Le Dinan Léhon Football Club, abrégé en Dinan Léhon FC, est un club français de football situé à Dinan dans les Côtes-d'Armor et fondé en 2003 par fusion du Stade dinanais et de l'ASC Léhon, situé à Léhon dans la banlieue de Dinan. La ville de Léhon n'existe plus depuis 2018, ayant fusionné cette année avec Dinan.
Au moment de la fusion, les deux clubs n'avaient jamais atteint le niveau national, et l'ASC Léhon évoluait depuis neuf saisons en Division d'Honneur.

## Histoire
À l'issue de la saison 2009-2010, le club est vice-champion de la Ligue de Bretagne de football en terminant deuxième du championnat de Division d'honneur derrière le Lannion Football Club.
Ces deux clubs sont alors promus en CFA 2 en 2010-2011.
Pour sa première saison en division CFA 2, Dinan Léhon se classe au milieu de tableau à la huitième place du groupe H sur seize équipes.
Le club parvient à se maintenir également la saison suivante en se classant dixième sur les seize équipes du groupe H.
Lors des deux saisons suivantes, le club progresse continuellement, terminant à la sixième place du groupe H sur quatorze en 2012-2013 puis à la quatrième place du groupe H en 2013-2014.
En 2014-2015, l'équipe de Dinan Léhon participe pour la cinquième saison d'affilée au championnat de France amateur de CFA 2.

### Coupe de France de football 2014-2015
Lors du 7e tour de la Coupe de France, Dinan Léhon bat l'US Saint-Malo.
Le 6 décembre 2014, le Dinan Léhon FC élimine le SCO d'Angers (Ligue 2) lors du 8e tour sur le score de 2-1 et se qualifie donc pour les 32es de finale de la Coupe de France.
La belle aventure du Dinan Léhon Football Club s'arrête là en s'inclinant 3-0 sur la pelouse de l'En Avant de Guingamp.

### Coupe de France de football 2019-2020
En 2019, Dinan Léhon Football Club se qualifie en Coupe de France mais perd 1-0 contre le Stade Pontivyen au Septième tour.

### Coupe de France de football 2020-2021
En 2020, Dinan Léhon Football Club se qualifie en Coupe de France au 7e tour de la Coupe de France, Dinan Léhon bat SP Milizac au tir au but et perd contre US montagnarde 1-0 au 8e tour.

### Coupe de France de football 2021-2022
En 2021, Dinan Léhon Football Club se qualifie en Coupe de France au 7e tour de la Coupe de France, Dinan Léhon bat le Stade Malherbe Caen au tir au but, DInan Léhon se qualifie au 8e tour et bat l'US Saint Malo au tir au but et se qualifie en 32e de finale où il affronte le Stade brestois et perd au tir au but à (12 - 13).

### Coupe de France de football 2023-2024
En 2023, Dinan est qualifié pour la Coupe de France de football au 7e tour de la Coupe de France, Dinan Léhon bat le Ta Rennes (3-1), au 8e tour Dinan Léhon bat l'AS Vitré (2-0) mais perd en 32e de finale contre le Stade de Reims (3-0).

## Logo

Logo jusqu'en 2014.
Logo de 2014 à 2021.
Logo depuis 2021.

## Entraîneurs
- 1987-1995 :  /  Albert Poli
- 2003-2016 :  Jean-Jacques Houzé
- 2016- :  Stéphane Lamant